# Tiefenbach Dániel
Tiefenbach Dániel (1999. augusztus 10. –) osztrák születésű magyar korosztályos válogatott labdarúgó, az NB II-es Videoton játékosa.

## Pályafutása

### Klubcsapatokban

#### Fiatal évei
Fiatalon négy éven keresztül síelt, de végül a labdarúgás mellett döntött. 2007-ben került az SCR Altach együtteséhez, majd még ebben az évben a VfB Hohenemshez igazolt. 2012-ben a VfB Hohenems játékosaként egy focitornán a svájci St. Gallen ifjúsági csapata ellen léptek pályára, ahol felfigyeltek rá a svájci klub vezetői, egy próbaedzésre és egy tesztmérkőzésre is részt vett az együttesnél. A vezetőség ezek után szerződtette. 2015-ben visszatért Ausztriába az Austria Lustenau akadémiájához, ahol édesapja az volt utánpótlás-vezető, illetve az első csapat atlétika-edzője.

#### Austria Lustenau II
2016. július 30-án mutatkozott be az Austria Lustenau második csapatában a Lauterach elleni Vorarlbergliga mérkőzésen, az 59. percben Florian Riedmann cseréjeként lépett pályára. Augusztus 27-én első gólját szerezte meg a Kennelbach ellen 3–0-ra megnyert bajnoki találkozón. Október 1-jén ismét eredményes tudott lenni, a Langenegg elleni találkozón csapata egyetlen gólját szerezte meg. Egy héttel később duplázott a Nenzing csapata ellen 3–1-re megnyert mérkőzésen. 2017. április 8-án mesterhármast szerzett az Admira Dornbirn csapata elleni 7–0-ra megnyert bajnoki mérkőzésen. Május 27-én a Rot-Weiß Rankweil ellen csapatkapitányként szerzett egy gólt.
A 2017–18-as szezon első bajnoki gólját az SC Fussach ellen szerezte meg a 4. fordulóban. Szeptember 9-én szezonbeli második gólját lőtte az Admira Dornbirn klubja ellen. 2018. április 7-én a bajnoki szezonban megszerezte harmadik és egyben utolsó gólját a az SC Fussach csapata ellen. A 2018–19-es bajnoki idényben hat mérkőzésen lépett pályára és ezeken három gólt szerzett. 2019 áprilisában szerezte mind a három gólt, kettőt az FC Lauterach ellen és egyet a Blau-Weiß Feldkirch csapatának lőtt.

#### Austria Lustenau
2017. október 13-án debütált az első csapatban az SV Kapfenberg elleni másodosztályú bajnoki mérkőzésen. Decemberben aláírta első profi szerződését a klubbal 2020 májusáig. 2019. június 6-án megszerezte első felnőtt bajnoki gólját a Wacker Innsbruck tartalékcsapata ellen.

#### Bregenz
2024. július 24-én jelentették be, hogy egy évre szóló szerződést kötött a másodosztályú Bregenz csapatával.

#### Videoton
2025. július 10-én szabadon igazolhatóként írt alá a Videoton csapatához.

### A válogatottban
2018. január 31-én mutatkozott be Németh Antal által vezetett magyar U19-es labdarúgó-válogatottban a görög U19-es válogatott ellen, kezdőként 61 percet töltött a pályán. Február 21-én a portugál U19-es válogatott elleni keretbe kapott utoljára meghívott. A mérkőzés 4–0-ra elvesztették és 63 perc játéklehetőséget kapott edzőjétől.

## Statisztika
2025. május 16-i állapotnak megfelelően.
| Klub                | Szezon           | Bajnokság | Bajnokság | Kupa  | Kupa  | Nemzetközi | Nemzetközi | Összesen | Összesen |
| Klub                | Szezon           | Mérk.     | Gólok     | Mérk. | Gólok | Mérk.      | Gólok      | Mérk.    | Gólok    |
| ------------------- | ---------------- | --------- | --------- | ----- | ----- | ---------- | ---------- | -------- | -------- |
| Austria Lustenau II | 2016–17          | 28        | 8         | —     | —     | —          | —          | 28       | 8        |
| Austria Lustenau II | 2017–18          | 15        | 3         | —     | —     | —          | —          | 15       | 3        |
| Austria Lustenau II | 2018–19          | 6         | 3         | —     | —     | —          | —          | 6        | 3        |
| Austria Lustenau II | 2021–22          | 7         | 1         | —     | —     | —          | —          | 7        | 1        |
| Austria Lustenau II | Összesen         | 56        | 15        | —     | —     | —          | —          | 56       | 15       |
| Austria Lustenau    | 2017–18          | 12        | 0         | —     | —     | —          | —          | 12       | 0        |
| Austria Lustenau    | 2018–19          | 21        | 1         | 3     | 0     | —          | —          | 24       | 1        |
| Austria Lustenau    | 2019–20          | 24        | 2         | 6     | 0     | —          | —          | 30       | 2        |
| Austria Lustenau    | 2020–21          | 9         | 0         | 1     | 0     | —          | —          | 10       | 0        |
| Austria Lustenau    | 2021–22          | 2         | 1         | —     | —     | —          | —          | 2        | 1        |
| Austria Lustenau    | 2022–23          | 15        | 0         | —     | —     | —          | —          | 15       | 0        |
| Austria Lustenau    | 2023–24          | 28        | 0         | 3     | 1     | —          | —          | 31       | 1        |
| Austria Lustenau    | Összesen         | 111       | 4         | 13    | 1     | —          | —          | 124      | 5        |
| Bregenz             | 2024–25          | 26        | 3         | 3     | 0     | —          | —          | 29       | 3        |
| Videoton            | 2025–26          | —         | —         | —     | —     | —          | —          | 0        | 0        |
| Karrier összesen    | Karrier összesen | 193       | 22        | 16    | 1     | —          | —          | 209      | 23       |

## Családja
Édesapja Tiefenbach Tamás szintén labdarúgó és manapság edző.

## További információ
- Tiefenbach Dániel Archiválva 2019. szeptember 21-i dátummal a Wayback Machine-ben az Austria Lustenau honlapján (németül)
- Tiefenbach Dániel a Magyar Labdarúgó Szövetség honlapján (magyarul)
- Tiefenbach Dániel adatlapja a Transfermarkt oldalon (angolul)
- Tiefenbach Dániel adatlapja a Soccerway oldalon (angolul)